# Meta Platforms
Meta Platforms, Inc., nota più semplicemente come Meta, è un'impresa statunitense attiva nel settore della tecnologia con sede a Menlo Park, in California. Controlla i servizi di rete sociale Facebook e Instagram, i servizi di messaggistica istantanea WhatsApp e Messenger e sviluppa i visori di realtà virtuale Oculus Rift. 
Fondata nel 2004 da Mark Zuckerberg, Eduardo Saverin, Andrew McCollum, Dustin Moskovitz e Chris Hughes con il nome di Facebook, Inc., ha assunto il nome attuale a partire dal 28 ottobre 2021.
Meta possiede inoltre il servizio Mapillary, acquistato nel giugno 2020 dall'omonima azienda svedese, e detiene una quota del 9,99% della società telefonica indiana Jio Platforms.

## Storia

### Creazione
Inizialmente la società si chiamava thefacebook.com. Il prefisso The venne rimosso nel 2006, dopo l'acquisto del dominio facebook.com da parte della società Facebook. Nell'aprile 2006 Facebook assunse il matematico Jeff Hammerbach, precedentemente impiegato da Bear Stearns nello sviluppo di algoritmi dedicati agli scambi commerciali ad alta frequenza. Ad Hammerbach fu assegnato il compito di raccogliere ed elaborare i dati degli utenti al fine di offrire annunci pubblicitari mirati. Il matematico lasciò l'azienda nel 2008 per fondare Cloudera.

### Le partecipazioni societarie
Nell'ottobre 2007 Microsoft ha annunciato di aver acquistato una quota dell'1,6% per 240 milioni di dollari, mentre un gruppo di investitori russi ha comprato il 2% per 200 milioni. Il valore totale del sito, secondo la stima di Microsoft, era quindi di 15 miliardi, valore successivamente smentito e corretto in 3,7 miliardi di dollari nel 2009. L'accordo per l'acquisto includeva il diritto da parte di Microsoft di inserire banner pubblicitari sul sito. Il 2 ottobre 2008 la società annuncia l'intenzione di stabilire una sede internazionale a Dublino, in Irlanda, destinata alla copertura del mercato europeo e di quello africano. Pochi giorni dopo Facebook apre un ufficio anche a Parigi, in Francia. L'annuncio che il bilancio di Facebook era in positivo per la prima volta risale al settembre 2009.
All'inizio del 2010 l'azienda è stata valutata 14 miliardi di dollari.
Il 4 agosto dello stesso anno Facebook ha comprato 18 brevetti Friendster, pagando 40 milioni di dollari. Nel novembre 2010, secondo la piattaforma di scambio di titoli SecondMarket, Inc., una compravendita privata di azioni Facebook ne stimava il valore totale in 41 miliardi di dollari, terzo in ordine di grandezza tra i siti internet dopo Google e Amazon.
Il 3 gennaio 2011 Goldman Sachs ha investito in Facebook 450 milioni di dollari, stimando il valore totale in 50 miliardi di dollari. Nello stesso periodo Facebook Inc. ha deciso di spostare il proprio quartier generale da Palo Alto a Menlo Park, negli uffici della Sun Microsystems, rimasti vuoti in seguito all'acquisizione da parte di Oracle. Sempre in quest'anno venne creato un breve cortometraggio interattivo horror appositamente per il sito, con lo scopo di sensibilizzare la gente sull'argomento dei dati personali e la privacy. Il cortometraggio porta il nome di Take This Lollipop.

### Acquisizioni
Il 9 aprile 2012 l'azienda acquistò Instagram per 1 miliardo di dollari.
Il 19 febbraio 2014, il cofondatore Mark Zuckerberg, annunciò l'acquisizione di WhatsApp da parte della società per 16 miliardi di dollari, che diverranno 19 miliardi a transazione conclusa.
Il 25 marzo dello stesso anno, Mark Zuckerberg annunciò, mediante i suoi profili social, l'acquisizione di Oculus VR, azienda produttrice dell'Oculus Rift.
Il 29 maggio 2020 Facebook annunciò di aver acquisito Giphy per 400 milioni di dollari, per poi integrarlo all'interno di Instagram.

### Il progetto dei droni
A marzo 2015, durante la F8 Conference a San Francisco, Facebook annunciò l'intenzione di voler connettere tutto il mondo attraverso l'utilizzo di droni. Il progetto, in cui è coinvolto anche l'ente Internet.org, punta alla diminuzione del divario digitale tra le varie zone del globo. I primi test furono iniziati a metà 2015, mentre il completamento era previsto per il 2020. Nel luglio 2017 l'azienda superò un valore totale di mercato di 500 miliardi di dollari.

### Facebook Portal
Nel 2018 Facebook iniziò a produrre una serie di smart display e videotelefoni costituita da quattro modelli: Portal, Portal Plus, Portal Mini e Portal TV. Tali dispositivi consentono di effettuare e ricevere videochiamate con Facebook Messenger e Whatsapp e sono integrati con l'assistente virtuale Alexa di Amazon.

### Applicazioni
Nel corso della loro storia, Facebook e le sue sussidiarie si sono espanse rilasciando diverse applicazioni e servizi fruibili tramite un browser web o scaricabili su varie piattaforme tramite Microsoft Store, App Store e Google Play. Tra queste sono presenti:
- Facebook Messenger: un servizio di messaggistica istantanea disponibile nell'interfaccia principale di Facebook via browser web o scaricabile separatamente da App Store per iOS, Play Store per Android e Microsoft Store per Windows 10.
- Facebook Gaming: un'area del social network dedicata ai videogame e in particolare alla condivisione di clip e sessioni di gioco registrate dagli utenti o trasmesse in diretta; disponibile da browser o scaricabile separatamente su iOS e Android.
- Facebook Watch: un'area del social network che raccoglie video pubblicati dagli utenti, video musicali e programmi on-demand; disponibile da browser o scaricabile separatamente su Android TV, Amazon Fire TV e PC con Windows 10 (tramite Microsoft Store).
- Facebook Martketplace: un'area del social network dedicata all'acquisto e alla vendita di oggetti fruibile da browser Web e dall'applicazione principale di Facebook per iOS e Android.
- IGTV: un servizio di Instagram tramite il quale gli utenti possono condividere video di durata più lunga rispetto a quella consentita nei normali post, con possibilità di inserire un'anteprima in quest'ultimi che rimanda a IGTV. IGTV è anche scaricabile come applicazione separata su iOS e Android, ma non è disponibile dai browser Web su PC.
- Instagram Shop: sezione di Instragram dedicata all'acquisto e alla vendita di oggetti, disponibile dall'applicazione principale di Instagram per iOS e Android, ma non da browser Web su PC.
- WhatsApp Business: versione del client di messaggistica istantanea pensata per le aziende, con possibilità di associare anche un numero di telefono fisso.
- Threads

## Cavi sottomarini
Nel 2025 Meta ha annunciato la costruzione del cavo sottomarino più lungo al mondo. Si tratta di un cavo composto da 24 coppie di fibra ottica, lungo 50.000 km e posato a 7 km di profondità. Il costo previsto del progetto Waterworth è di 10 miliardi di dollari e avrà punti di terminazione in Stati Uniti, Brasile, India, Sudafrica e altre regioni chiave.

## Borsa
Dopo aver presentato i documenti necessari alla Securities and Exchange Commission, Facebook Inc. ha tenuto un'offerta pubblica di vendita (IPO) il 18 maggio 2012, in cui è stato negoziato il prezzo di 38 dollari ad azione, portando il valore totale dell'impresa a 104 miliardi di dollari, il debutto più alto registrato di una società sul mercato borsistico. Facebook è quotata al Nasdaq con la sigla FB, e fa parte di alcuni importanti indici di borsa come il NASDAQ-100 e l'S&P 500.
Da ottobre 2018 a gennaio 2019 si è registrato uno dei più rilevanti ribassi nella sua storia finanziaria (il precedente risaliva alla fine di luglio 2018). In quella occasione rivede al ribasso le stime di vendita per la prima volta in 16 anni e crolla in Borsa perdendo il 9,96%, bruciando 446 miliardi di dollari al termine di una convulsa giornata per Wall Street.

### Azionisti
| Nome                                                    | %      |
| ------------------------------------------------------- | ------ |
| The Vanguard Group                                      | 7,45 % |
| Fidelity Management & Research                          | 4,52 % |
| SSgA Funds Management                                   | 4,08 % |
| T. Rowe Price Associates                                | 3,77 % |
| Capital Research & Management (International Investors) | 2,24 % |
| BlackRock Fund Advisors                                 | 2,19 % |
| Capital Research & Management (World Investors)         | 1,90 % |
| Geode Capital Management                                | 1,76 % |
| Capital Research & Management (Global Investors)        | 1,30 % |
| Norges Bank Investment Management                       | 1,24 % |

## Loghi

23 agosto 2005 - 4 novembre 2019
4 novembre 2019[22] - 28 ottobre 2021
In uso dal 28 ottobre 2021